# 波立行智
波立 行智（はりゅう ゆきのり）は、日本の実業家。シマンテック日本法人執行役員社長。企業の情報管理、クラウド環境での包括的な情報保護、情報漏えい対策、リアルタイムのセキュリティ監視、エンタープライズ分野に精通。

## 略歴・人物
- 神奈川大学卒業
- 15年以上に渡り、SAPジャパン株式会社、ノベル株式会社、株式会社オービックにて、ソフトウェアやソリューションサービス分野における営業開発やチャネルセールス、製造業界への直接販売事業を統括。[1]
- シマンテック法人営業担当執行役員
- 2015年11月11日　ブルーコートシステムズ（本社：米国カリフォルニア州サニーベール、以下ブルーコート）日本法人執行役員社長就任[1]
- 2017年4月　シマンテック（本社：アメリカ合衆国カリフォルニア州）日本法人執行役員社長就任[2]

## エピソード
- 神奈川大学では工学士号を取得している。